# Singe-araignée varié
Ateles hybridus
Espèce
Statut de conservation UICN

 CR A2cd+3cd : 
En danger critique
Statut CITES
Le Singe araignée varié ou Atèle varié (Ateles hybridus) est une espèce du genre Atèle, un groupe de singes ou des singes, originaire de Colombie et du Venezuela.
Il possède de longs membres grêles et une queue dont la capacité de préhension pourrait lui conférer l'appellation de cinquième membre. Cette dernière, flexible, glabre et rainurée lui assure une très bonne adhérence et est adaptée à son mode de vie strictement arboricole.
Le nom binominal Ateles hybridus [« Atèle hybride »] a été proposé en 1829 par le zoologiste français Isidore Geoffroy Saint-Hilaire (1805-1861). Celui-ci a retenu l'épithète spécifique hybridus [« hybride »] pour traduire l'espagnol américain mono zambo ou zambo, nom vernaculaire du singe,.

## Alimentation
Il est frugivore, les fruits mûrs représentent 83 % de son alimentation. Il se nourrit principalement de fruits riches en lipides des familles Arecaceae, Lauraceae, Meliaceae et Myristicaceae. Au total, 123 espèce de plantes ont été relevées dans son alimentation. Lorsque les fruits se font moins abondants, durant la saison sèche, il complète son alimentation avec de jeunes feuilles, des fleurs, des graines, de l'écorce, du miel et plus rarement avec des termites et des chenilles.

## Menaces et conservation
L'UICN (22 janvier 2023) classe l'espèce en catégorie CR (en danger critique) dans la liste rouge des espèces menacées depuis 2003.
Cette espèce est incluse depuis 2004 dans la liste des 25 espèces de primates les plus menacées au monde.